# Марш за жизнь
Марш за жизнь (англ. March for Life) — ежегодный митинг и марш против практики и законности абортов, проводящиеся в Вашингтоне, округ Колумбия, в годовщину дела Роу против Уэйда, решения, принятого в 1973 году Верховным судом США, легализовавшего аборты по всей стране. Марш выступает за отмену дела Роу против Уэйда и является крупным собранием движения против абортов в Соединённых Штатах. Он организуется Фондом образования и защиты «Марш во имя жизни».

## История
В 1960-х годах американское общественное мнение по целому ряду вопросов, включая сексуальность и аборты, изменилось. Люди стали гораздо чаще вступать в половую связь вне брака. Рост внебрачной рождаемости, контрацепции и абортов стал спорным политическим вопросом. Когда Верховный суд постановил, что прерывание беременности женщиной (на ранних сроках) действительно является конституционным правом, возникло активное движение против абортов. Первый Марш за жизнь, основанный Нелли Грей, прошёл 22 января 1974 года на западных ступенях Капитолия, на нём присутствовало около 20 000 сторонников. Первоначально предполагалось, что марш будет разовым мероприятием в надежде, что Верховный суд США отменит решение по делу Роу против Уэйда сразу через год после своего вердикта. Однако после первого марша в 1974 году Грей предприняла шаги, чтобы сделать митинг ежегодным мероприятием, пока дело Роу против Уэйда не будет отменено, путём включения в марш дополнительных масс активистов против абортов; Марш был официально признан некоммерческой организацией в том же году.
Во время 33-го ежегодного Марша за жизнь в 2006 году назначение судьи Сэмюэля Алито в Верховный суд вызвало серьёзные сдвиги в движении из-за ожидания, что Алито «получит одобрение Сената и присоединится к большинству в свержении Роу».
Во время Марша за жизнь 2009 года потенциальное принятие 110-м Конгрессом США Закона о свободе выбора — законопроекта, который «кодифицировал бы Роу против Уэйда», провозгласив основное право на аборт и отменив многие ограничения на аборт, — послужило ключевым объединяющим моментом.
В современных Соединённых Штатах движение против абортов столкнулось с современным феминизмом. В результате женщины, которые идентифицировали себя как феминистки, но также выступали против легальных абортов, были исключены из Марша женщин 2017 года в округе Колумбия. Обе стороны дебатов об абортах использовали новые достижения медицины, особенно в области неонатологии и эмбриологии, для обоснования своей позиции. В случае с «Маршем за жизнь» президент организации Жанна Манчини заявила, что аргумент о том, что эмбрионы представляют собой просто кусочки ткани, больше не правдоподобен.
После Марша 2019 года произошёл широко обсуждаемый инцидент, когда группа участников Марша за жизнь столкнулась с участниками Марша коренных народов.
Из-за пандемии COVID-19 и мер безопасности после штурма Капитолия США в 2021 году Марш за жизнь 2021 года был переведён его организаторами в онлайн и не проводился в очном формате. Тем не менее, небольшая группа демонстрантов направилась к зданию Верховного суда, что является обычной конечной точкой мероприятия.
В 2022 году Марш за жизнь был отмечен приподнятым настроением, поскольку активисты были уверены, что решение по делу Роу против Уэйда 1973 года будет отменено после того, как Верховный суд США оставил в силе Закон Техаса о сердцебиении и указал, что он сделает то же самое в деле Доббс против Организации женского здоровья Джексона. Многие участники были молодыми людьми, в том числе представителями поколения Z.

## Маршрут
Процесс «Марша за жизнь» начинается около полудня. Обычно проводится митинг на Национальной аллее возле Четвёртой улицы (в 2018 году это было около 12-й улицы, северо-запад). За ним следует марш, который проходит по проспекту Конституции на северо-запад, поворачивает направо на первой улице, северо-восток, а затем заканчивается на ступенях Верховного суда США, где проводится ещё один митинг. Многие протестующие начинают день с доставки роз и лоббирования членов Конгресса.

## Посещаемость

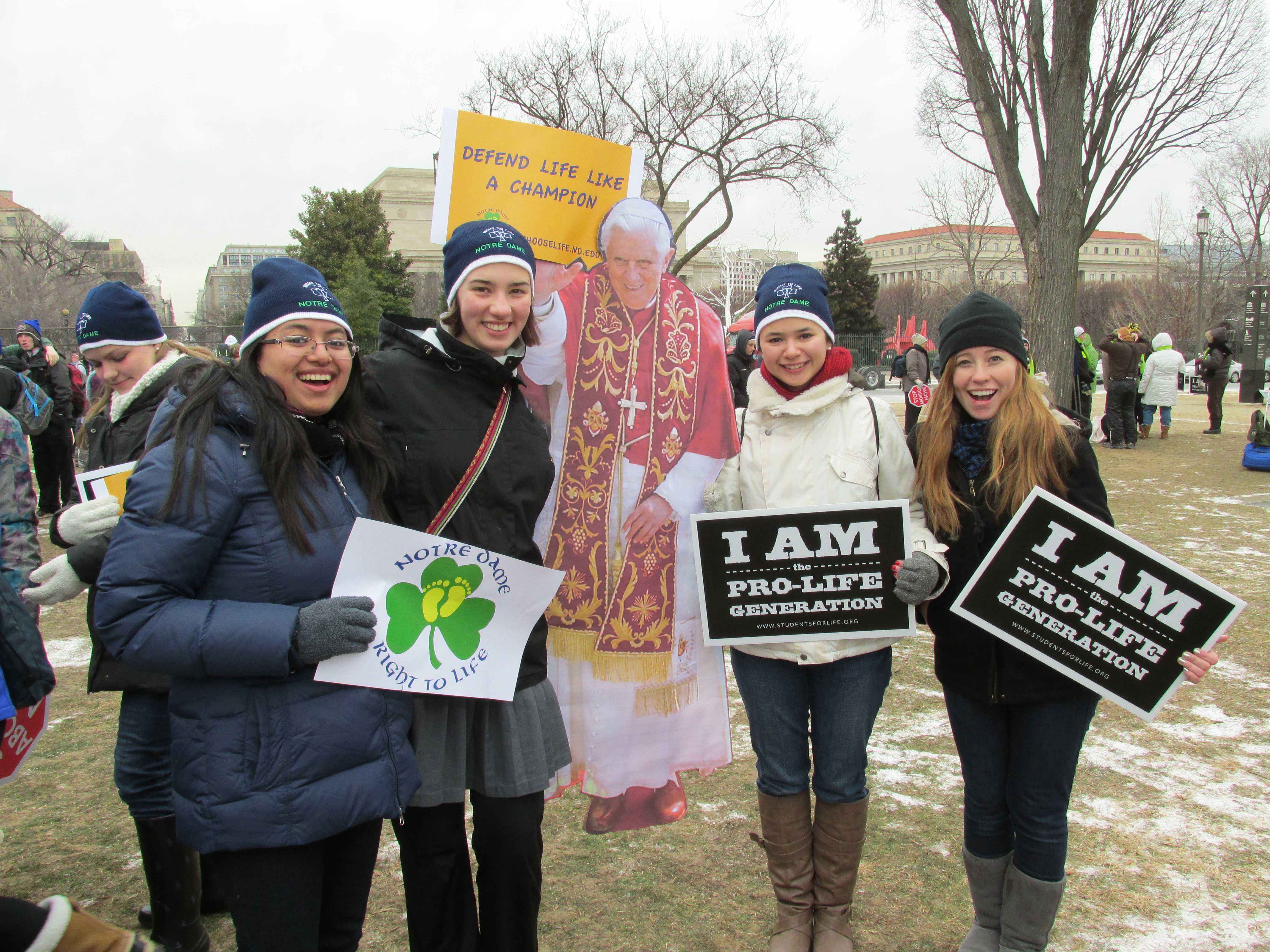
Студенты Университета Нотр-Дам на Марше за жизнь 2013 года

По оценкам, в 1987 году в Марше участвовало 10 000 человек.
В 1995 году, который является последним годом, когда Служба национальных парков провела официальную оценку посещаемости, Марш посетило 45 000 человек.
В период с 2003 по 2012 год марши собирали сотни тысяч людей. В 2011 году организаторы марша оценили посещаемость в 400 000 человек, а в 2013 году в 650 000. Как и в случае со всеми оценками большого скопления людей, сообщаемое количество участников различается, при этом некоторые источники указывают цифру от десятков тысяч до шестизначных цифр.
В 2016 году марш продолжился, несмотря на метель, в результате которой в округе Колумбия выпало 24 дюйма (610 мм) снега, и в Марше приняли участие тысячи человек.
Марш посещают многие молодые люди, в том числе подростки и студенты колледжей, которые ежегодно посещают марш, обычно путешествуя с католическими школами, церквями и молодёжными группами. Обозреватель The Washington Post подсчитал, что в 2010 году около половины участников марша были моложе 30 лет.
По оценкам, в 2022 году посещаемость исчислялась десятками тысяч.

## Известные личности

### 1987 год
В 1987 году тогдашний президент Рональд Рейган говорил удалённо по телефону и пообещал помочь «положить конец этой национальной трагедии». Джесси Хелмс, в то время сенатор от Северной Каролины, присутствовал на Марше и выступал. Он назвал аборты «американским холокостом».

### 2003—2009
В 2003 году тогдашний президент Джордж Буш дистанционно говорил по телефону и благодарил участников за их «преданность такому благородному делу». Во время своих телефонных обращений он, как правило, широко говорил о противодействии абортам, а не предлагал какие-либо конкретные усилия, предпринимаемые для отмены решения по делу Роу против Уэйда.
В 2003 году среди докладчиков были представитель США Крис Смит, республиканец из Нью-Джерси, и Рэндалл Терри, основатель «операции Спасение». В своём выступлении Терри призвал молодёжь в аудитории, советуя «бороться изо всех сил».
В 2004 году выступило 15 депутатов (все республиканцы). Среди выступавших законодателей были Тодд Тиарт из Канзаса и Пэт Туми из Пенсильвании. Тиарт, который также выступил на 30-м ежегодном марше, призвал участников марша «помочь пролайферам в вашем штате»; Туми поддержал эти замечания, сказав, что нужно голосовать за кандидатов против абортов, чтобы вернуть Сенат и, в свою очередь, суды.
В 2006 году Стив Шебет, республиканец из Огайо и видный защитник против абортов в Палате представителей, выступил перед массами по поводу отмены дела Роу против Уэйда. Также выступила Нелли Грей, основательница движения «Марш за жизнь».
В 2009 году выступило около 20 членов Конгресса, в том числе представитель США Ф. Джеймс Сенсенбреннер-младший, республиканец из Висконсина и бывший председатель Судебного комитета Палаты представителей, и Грей.

### 2011—2019

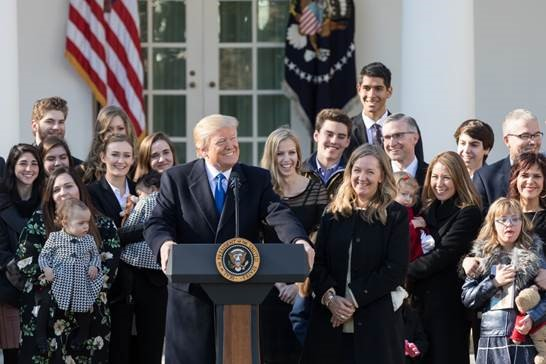
Президент США Дональд Трамп обращается к Маршу за жизнь из Розового сада Белого дома 19 января 2018 года.

В 2011 году среди спикеров были лидер большинства в Палате представителей Эрик Кантор, лидер большинства в Палате представителей Кевин Маккарти и несколько других членов Конгресса США, в том числе тогдашний представитель Майк Пенс.
В 2013 году среди докладчиков были спикер Палаты представителей США Джон Бейнер (через заранее записанное видеообращение), бывший сенатор и кандидат в президенты от Республиканской партии 2012 года Рик Санторум, а также другие члены Конгресса.
В 2016 году в марше приняла участие кандидат в президенты от Республиканской партии Карли Фиорина.
В 2017 году в марше приняли участие вице-президент Майк Пенс, Келлиэнн Конуэй, советник президента, архиепископ Нью-Йорка кардинал Тимоти М. Долан, активистка против абортов Эбби Джонсон и игрок НФЛ Бенджамин Уотсон. Вице-президент Пенс присутствовал на марше и выступил на нём, став первым вице-президентом и на тот момент самым высокопоставленным федеральным чиновником, сделавшим это. Пенс также был одним из выступавших на марше 2010 года, будучи представителем 6-го избирательного округа Индианы.
В 2018 году президент Дональд Трамп выступил на 45-м марше через спутник из Розового сада Белого дома, став первым президентом США, выступившим на митинге с использованием этой технологии. В марше приняли участие спикер палаты представителей США Пол Райан, представитель Демократической партии от Иллинойса Дэн Липински, бывший центровой НФЛ Мэтт Бирк и мать бывшего квотербека НФЛ Тима Тибоу Пэм.
В 2019 году Трамп обратился к собравшимся через спутник, а Пенс выступил на мероприятии лично. Президент сказал: «Я всегда буду защищать первое право в нашей Декларации независимости: право на жизнь». На мероприятии также выступил политический обозреватель Бен Шапиро.

### 2020—2022

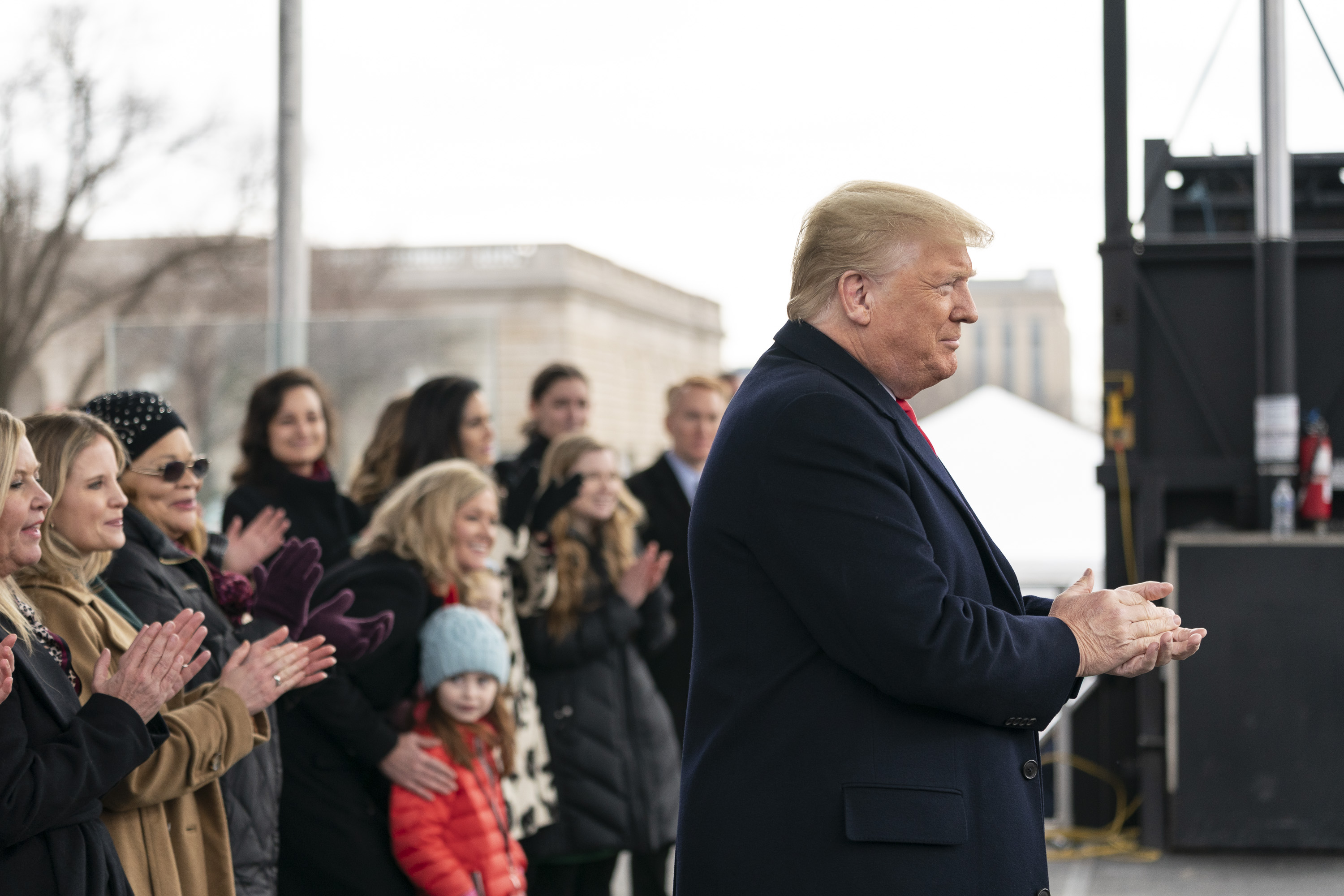
Президент Трамп на Марше за жизнь 2020 года

24 января 2020 года президент Трамп стал первым президентом США, который посетил Марш за жизнь и выступил на Марше.
В 2022 году выступили два нынешних члена Палаты представителей от республиканцев и один бывший член Палаты представителей от Демократической партии; Крис Смит, Джулия Летлоу и Дэн Липински.

## Связанные события
Различные организации против абортов проводят мероприятия до и после Марша. К таким мероприятиям относятся Luau for Life в Джорджтаунском университете и вигилия при свечах в Верховном суде. Кроме того, премьера независимых фильмов с призывом против абортов состоялась или продвигалась в связи с Маршем, в том числе одобренный Ватиканом фильм «Дунби», который был показан в Landmark E Street Cinema во время марша 2013 года, и «22 недели», премьера которого состоялась в Театре Феникс на станции Юнион накануне марша 2009 года.

### Англиканство
Англикане за жизнь, апостольство Англиканской церкви в Северной Америке, выступающее против абортов, за день до Марша за жизнь 2016 года запустило конференцию «Мобилизация церкви за жизнь». На следующий день примас англиканской церкви в Северной Америке Фоули Бич возглавил англиканское движение «Марш за жизнь».

### Католицизм

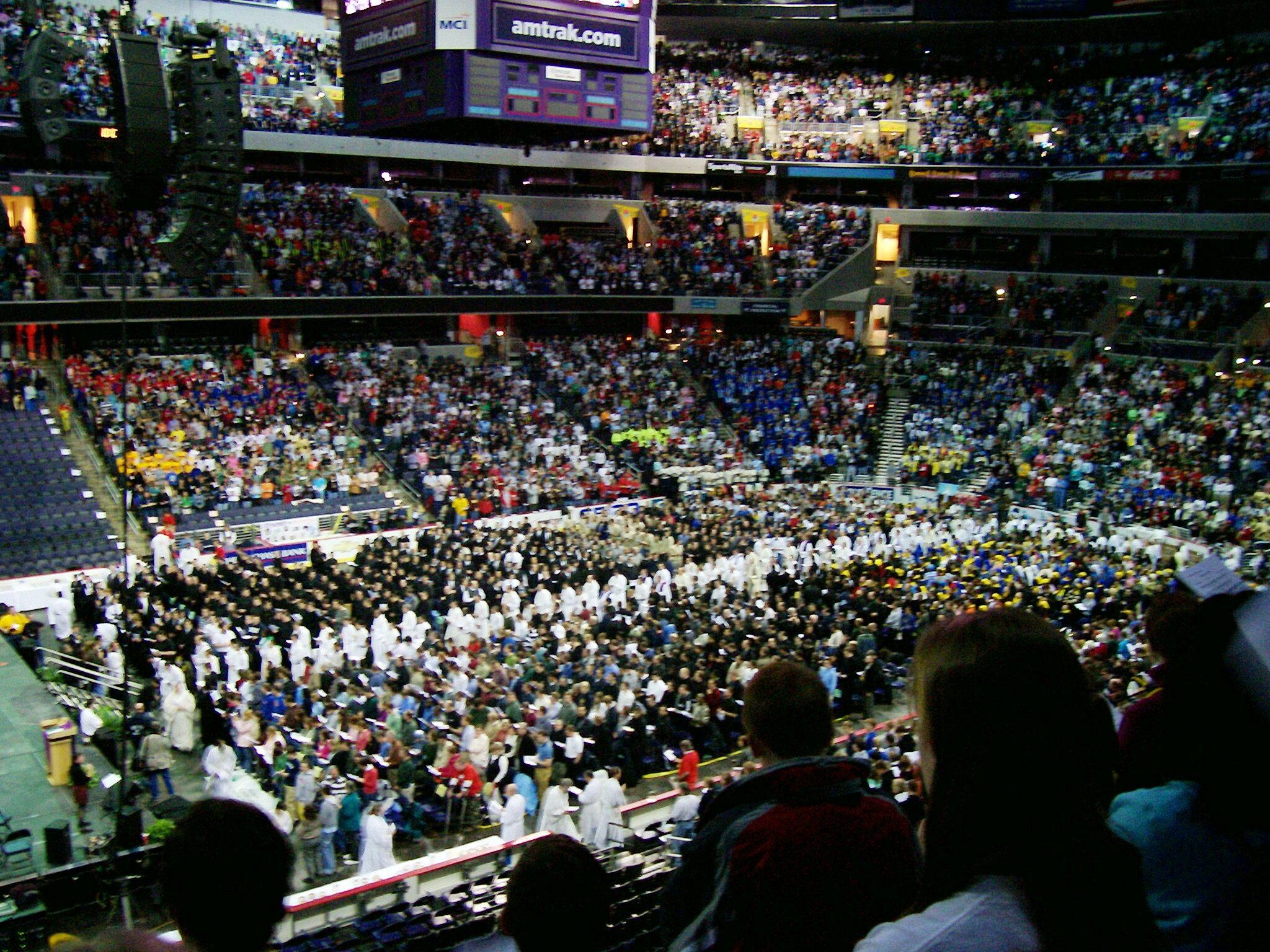
Молодёжный митинг и месса в Verizon Center (2006), ныне Capital One Arena.

В 2009 году апостольский нунций в Соединённых Штатах архиепископ Пьетро Самбри зачитал послание Папы Бенедикта XVI, в котором присутствующим говорилось, что он «глубоко благодарен» за «выдающееся ежегодное свидетельство молодёжи о Евангелии жизни». В 2008 году Папа поблагодарил присутствующих за «содействие уважению достоинства и неотъемлемых прав каждого человека». В 2011 году в DC Armory было проведено мероприятие, параллельное мероприятию в Verizon Center; всего в мероприятиях приняли участие более 27 000 молодых людей.
В 2013 году были добавлены утренняя месса и митинг (предшествующие Маршу за жизнь), которые проводились в Центре патриотов в кампусе Университета Джорджа Мейсона с участием епископа Арлингтона Пола Ловерде, епископа Ричмонда Фрэнсиса ДиЛоренцо и более 100 других епископов и священников со всей страны. Мероприятие Life is VERY Good (Жизнь ОЧЕНЬ хороша), начавшееся с 350 участников в 2009 году, собрало более 12 000 человек между двумя мероприятиями, проведёнными до и после Марша в 2013 году.

### Евангельские христиане

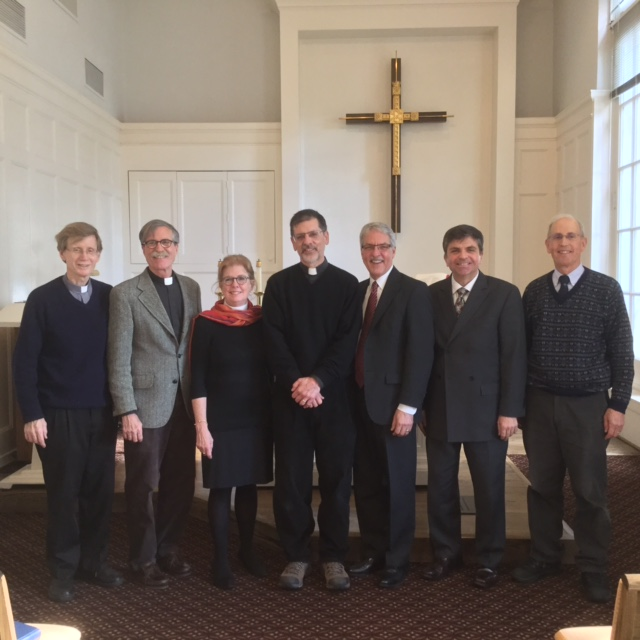
Духовенство и миряне на объединённом методистском мероприятии 2017 года, посвящённом Маршу за жизнь, организованном Lifewatch, Целевой группой объединённых методистов по вопросам абортов и сексуальности

На митинге «Марш за жизнь» в 2016 году Комиссия по этике и религиозной свободе, орган государственной политики Южной баптистской конвенции, организовала конференцию, «направленную на повышение уровня участия в деле защиты жизни».

### Лютеранство
Перед Маршем за жизнь 2016 года в лютеранской церкви Иммануила в Александрии, штат Виргиния, было совершено богослужение.

### Виртуальный марш за жизнь
В 2010 году организация Americans United for Life запустила виртуальный онлайн-марш. Те, кто не смог лично присутствовать на Марше за жизнь, могли создать свои аватары и принять участие в виртуальной демонстрации в версии Национальной аллеи Google Maps. Первое онлайн-мероприятие привлекло около 75 000 участников.
Марш за жизнь 2021 года был виртуальным мероприятием из-за пандемии COVID-19 и проблем безопасности после штурма Капитолия США в 2021 году.

## Внимание СМИ
Члены движения против абортов часто жаловались на недостаточное освещение в СМИ ежегодного Марша за жизнь.